# Naseema Mohamed

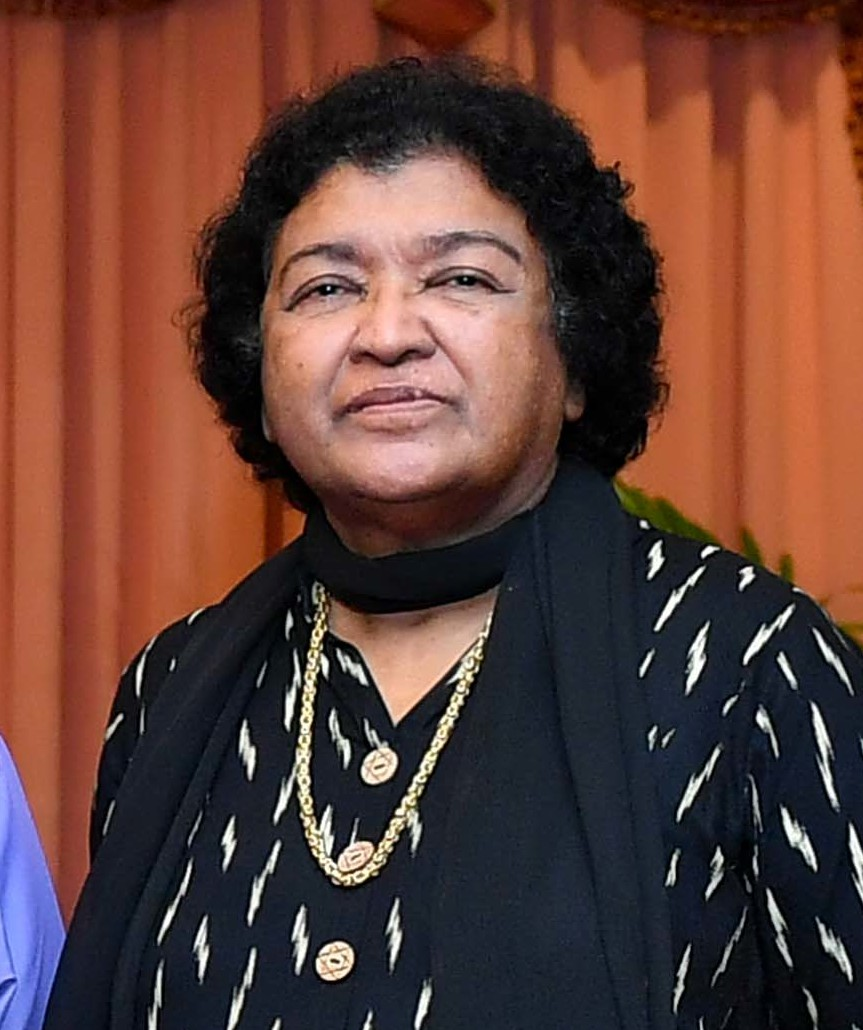
Naseema Mohamed 2019.

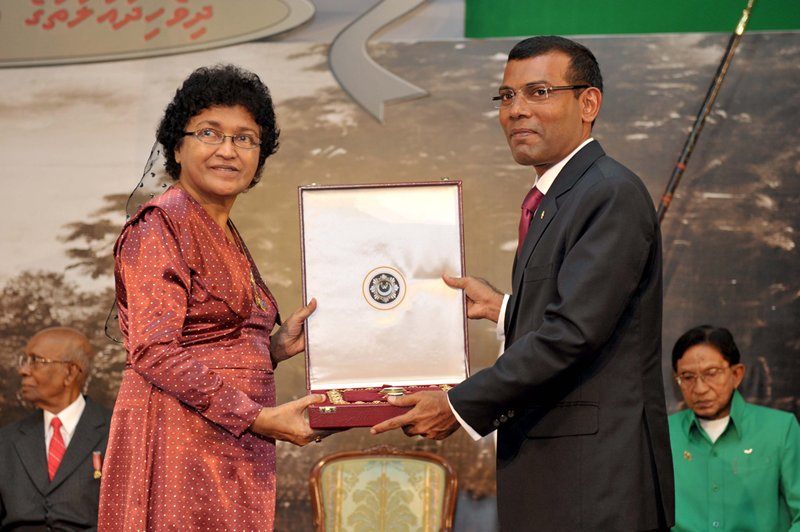
Mohamed receiving the National Exemplary Service Medal from President Mohamed Nasheed.

Naseema Mohamed (Dhivehi ނަސީމާ މުހައްމަދު; auch: Masodi Naseema Kaleygefaanu) war die erste First Lady der Malediven (1968–1978) und die dritte Frau des ehemaligen Präsidenten Ibrahim Nasir. Während Nasir am 7. Dezember 1978 ins selbstgewählte Exil nach Singapur ging, blieb Naseema in Male und arbeitet als Historikerin für das National Centre for Linguistic and Historic Research. Sie hat zahlreiche Werke zur frühen Geschichte der Malediven und zur Sprache Dhivehi verfasst. Früher hatte sie auch als Krankenschwester gearbeitet. Derzeit arbeitet sie für die Dhivehi Bahuge Academy. Bis zu ihrer Pensionierung 2011 arbeitete sie auch für das National Museum. Sie wurde 2011 mit der National Exemplary Service Medal ausgezeichnet.